# Proteasa HIV 1
La proteasa VIH-1 es una enzima perteneciente al virus de inmunodeficiencia humana (VIH). Se trata de una enzima de la familia de las aspartil proteasas también conocidas como ácido proteasas, caracterizadas por tener muy conservadas las secuencias Asp-Gly-Thr.  Las proteasas (proteinasas, peptidasas o enzimas proteolíticas) son enzimas que rompen enlaces péptidos entre los aminoácidos de las proteínas, utilizando una molécula de agua. Este proceso es conocido como corte proteolítico. Las proteínas formadas por el Virus de la Inmunodeficiencia Humana (VIH) se sintetizan como precursores en largas cadenas proteicas que deben ser cortadas para dar lugar a los componentes proteicos activos del virus maduro, y en esta fase interviene la proteasa VIH 1.
| Información enzimática | Información enzimática                              |
| ---------------------- | --------------------------------------------------- |
| Nombre común           | Proteasa VIH 1                                      |
| Nombre recomendado     | Retropepsina VIH 1                                  |
| EC Number              | 3.4.23.16                                           |
| CAS Number             | 144114-21-6                                         |
| Organismo              | Virus de inmunodeficiencia humana 1 (VIH-1)         |
| Cadena                 | A                                                   |
| Longitud               | 99 aminoácidos (198 aa dímero completo)             |
| Peso molecular (KDa)   | 10.82 (21.64 KDa dímero completo)                   |
| Reacción               | Hidrólisis de enlaces peptídicos                    |
| Bases de datos         | - UniProt: O90777 - PBD: 3oqd - BRENDA: BRENDA site |

## Estructura

### Estructura primaria
La VIH-1 proteasa es una molécula homodimérica, es decir, se trata de un dímero formado por dos subunidades idénticas. Cada polípéptido o subunidad consta de 99 aminoácidos que son idénticos en ambas cadenas. Cada uno de ellos tiene una Pro (prolina) N-terminal y una Phe (fenilalanina) C-terminal .
```
                                            10 20 30 40 50
                                   PQVTLWQRPI VTIKIGGQLK EALLDTGADD TVLEEMSLPG KWKPKMIGGI
                                            60 70 80 90
                                   GGFIKVRQYD QVSIEICGHK AIGTVLIGPT PVNIIGRNLL TQLGCTLNF
```

El gen pol, uno de los nueve genes conocidos del VIH, es el encargado de la codificación de la cadena polipéptidica de 99 aminoácidos. Después de la codificación, las dos cadenas se unen para formar una proteína funcional.

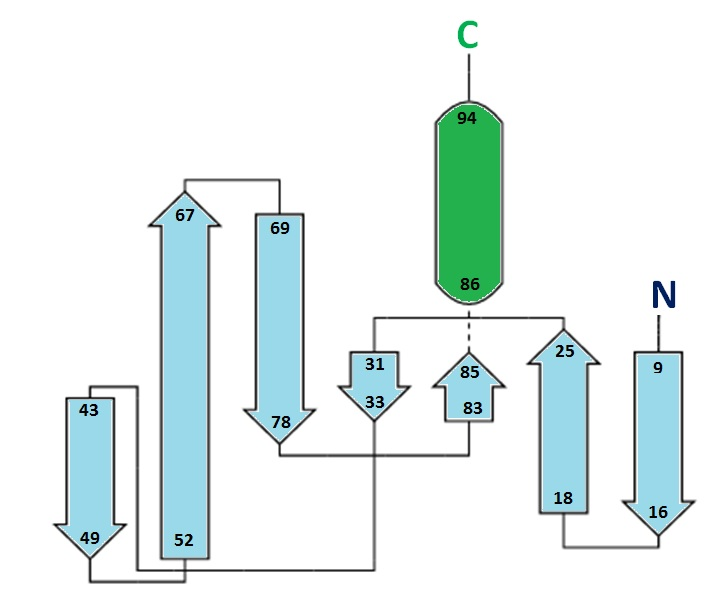
Esquema de la estructura secundaria de cada una de las subunidades de la proteasa VIH 1. Las flechas azules hacen referencias a las láminas β y el cilindro verde a la hélice α. N es el extremo amino-terminal y C el extremo carboxi-terminal de la cadena.

### Estructura secundaria
Se considera estructura secundaria a la conformación que adopta un segmento de la cadena polipeptídica en el espacio. Se ha podido observar que:
En el caso de la proteasa VIH 1 cada subunidad presenta una estructura secundaria compuesta principalmente por 2 láminas β antiparalelas entrelazadas (la primera desde Pro-9 a Leu-33 y la segunda desde Lys-43 a Ile-85) a lo largo de la cadena polipeptídica de 99 aminoácidos y una hélice α entre los aminoácidos que ocupan la posición Gly-86 hasta Gly-94, cerca del extremo carboxi-terminal (C-terminal).

### Estructura terciaria
La estructura terciaria de una proteína se refiere a la trayectoria global de la cadena polipetídica de la proteína enzimática.
En la proteasa HIV-1 existen dos dominios principales, uno en cada cadena de la enzima. Este dominio se encuentra entre los aminoácidos situados en la posición Lys-20 y Leu-89, teniendo una longitud total de 70 aminoácidos para cada una de las dos subunidades de la enzima. Estos tipos de dominios se denominan peptidasa A2 y son iguales y muy similares a los de las enzimas de la familia de las aspartil proteasas, caracterizados por contener mayoritariamente estructura secundaria en forma de lámina β.

### Estructura cuaternaria
Se trata de la conformación adquirida por la enzima al unirse las dos subunidades o cadenas polipeptídicas formando el conjunto de la molécula y adquiriendo conformación tridimensional.
La unión de las dos cadenas genera una especie de túnel, en el que se encuentra el centro activo de la proteína. Este centro se compone de dos secuencias conservadas de Asp-Gly-Thr. Para permitir el paso de proteínas por este estrecho túnel de la enzima, la proteína está formada por dos proteínas aletas o solapas, flexibles, que se abren para dejar paso, y se cierran para rodear el sustrato completamente.

## Función
La proteasa VIH-1 es la encargada de realizar uno de los pases esenciales en el ciclo de vida del virus del VIH.
Al igual que muchos virus, el VIH genera largas cadenas de proteína a partir de su ARNm, utilizado como modelo o patrón. A continuación, la enzima proteasa VIH-1 procede al ensamblaje, dividiendo y cortando las cadenas largas de proteína del VIH en pequeñas proteínas individuales. A medida que estas proteínas se unen a copias del material genético del ARN del VIH, se ensambla una nueva partícula del virus.
Esta cadena larga de proteínas es necesaria en las etapas iniciales de la vida del virus, ya que conforman la cápsida inmadura del virus, de forma esférica. Para poder infectar nuevas células, esta larga cadena debe ser cortada en las piezas adecuadas para transformar la cápsida inmadura en una cápsida con forma tronco-cónica, es decir, para madurar el virus. El tiempo necesario para realizar este paso es fundamental. Las reacciones de escisión de la proteína se deben de realizar en el tiempo adecuado para que se pueda ensamblar perfectamente el nuevo virus antes de que la poliproteína se divida.

## Mecanismo catalítico
La proteasa VIH 1 contiene residuos de ácido aspártico apareados, se localizan en el "suelo" del sitio activo del enzima (Asp25, Asp125 [algunas veces denominados como Asp25']). Además, el complejo enzima-substrato también contiene una molécula muy importante de agua en su estructura, la cual está interpuesta entre el sustrato y las zonas flexibles del enzima (el agua contacta los residuos Ile50 y Ile150 [algunas veces designados como Ile50'])de la proteasa VIH -1. Esta molécula de agua es única en las proteasas retrovirales comparadas a otras proteasas de ácido aspártico. Por eso algunos de los inhibidores de las proteasas cuando tratan de frenar su actividad buscan estas moléculas de agua.
El mecanismo catalítico consiste en la polarización del enlace peptídico por el ataque nucleofílico sobre el enlace carbono oxígeno y la donación paralela de un protón al átomo de nitrógeno.
Al unirse al sustrato en los alrededores del centro activo como consecuencia de los enlaces de hidrógeno formados a partir de glicina e isoleucina con grupos carbonilos contiguos al enlace hidrolizable, las solapas del centro activo de la enzima se cierran sobre él dando lugar a una cambio conformacional en la enzima.

## Inhibidores
La mayoría de procesos fisiológicos dependen de la regulación de la actividad proteolítica de las enzimas y puede haber consecuencias negativas si se ve afectado el equilibrio entre una enzima y su sustrato. Así, el descubrimiento de pequeñas moléculas, ligandos, como los inhibidores de la proteasa y que pueden modificar su actividad catalítica, tienen un gran efecto terapéutico. De este modo, la inhibición de la proteasa de VIH es una de los más importantes éxitos para la intervención terapéutica en el SIDA.
| Principio activo | Nombre comercial        |
| ---------------- | ----------------------- |
| Saquinavir       | Invirase®1, Fostovase®2 |
| Ritonavir        | Norvir®                 |
| Indinavir        | Crixivan®               |
| Nelfinavir       | Viracept®               |
| Amprenavir       | Agenerase®3             |
| Lopinavir        | Kaletra®                |

### ¿Cómo funcionan los inhibidores de proteasa?
Los inhibidores de proteasa se parecen a la cadena proteica que la proteasa tiene que cortar. El inhibidor de proteasa hace un puente en la dirección en la que lo hace normalmente la cadena proteica. Una vez hecha esta unión, la proteasa no puede unirse a la proteína para cortarla y deja de ser funcional. Para un uso óptimo de genes, VIH construye largas cadenas polipeptídicas que no son funcionales y que actúan como precursores de las actuales proteínas y enzimas. Aunque haya aumentado la cantidad de virus, si la cadena polipeptídica no está cortada, el virus no puede fabricar las enzimas necesarias para infectar otras células. Los inhibidores de proteasa no curan el SIDA, solo pueden hacer decrecer el número de copias de VIH infectadas.
Los inhibidores de proteasa son una nueva clase de medicamentos que funcionan bloqueando la proteasa de VIH. Aunque VIH se puede replicar en presencia de los inhibidores, los viriones resultantes son inmaduros e incapaces de infectar nuevas células. Estos inhibidores de proteasa parecen ser menos tóxicos y parecen tener menos efectos secundarios que otros medicamentos contra el SIDA. Saquinavir, Ritonavir y Indinavir son tres ejemplos de inhibidores de proteasa. Los inhibidores de proteasa son metabolizados por enzimas en el hígado y pueden interaccionar con otros medicamentos aumentando o disminuyendo su proceso en el cuerpo humano. Un ejemplo es Ritonavir, un fuerte inhibidor de las enzimas del hígado que ralentiza el procesamiento de muchos otros medicamentos. Aunque esto podría parecer un inconveniente, investigadores han descubierto que una pequeña dosis de Ritonavir se podría usar para estimular los niveles de otros inhibidores de proteasas y extender estos intervalos.
La proteasa de VIH contiene un bolsillo de ataduras que tiene que encajar para poder bloquear la actividad de la enzima. Cuando el VIH se replica, constantes mutaciones hacen cambiar la forma de la estructura. Algunos de estos cambios hacen imposible que uno o más inhibidores de proteasa se unan a la enzima, dando como resultado resistencia al fármaco.
Inhibidores de segunda generación trabajan contra las variantes del VIH que han desarrollado resistencia a medicamentos más antiguos.

### Ventajas de la terapia que combina varios fármacos

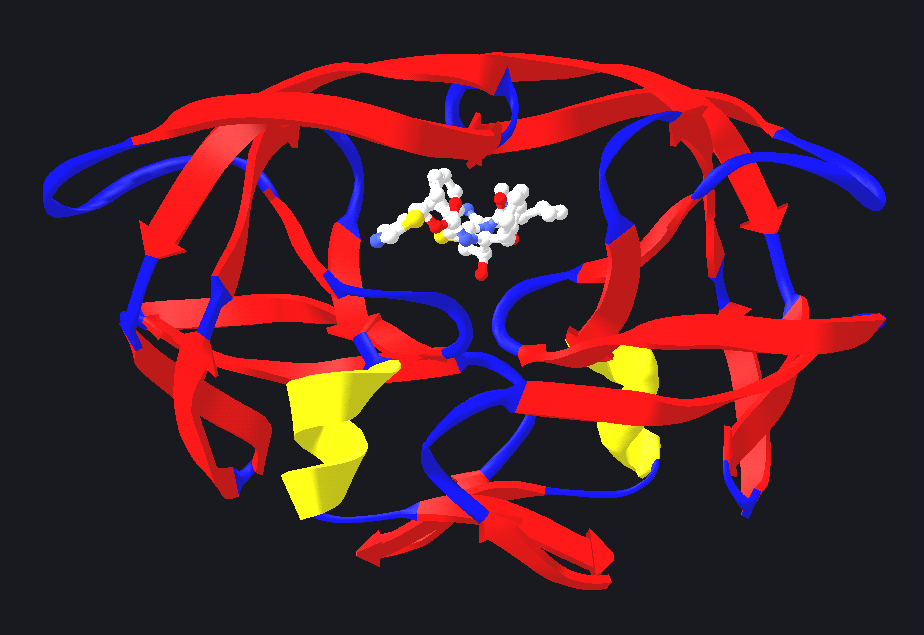
Proteasa de VIH unida a Ritonavir

La combinación de inhibidores de proteasas e inhibidores de la transcriptasa reversa es posible porque no hay una mala interacción entre los dos medicamentos. Los inhibidores de proteasa son procesados por el hígado, mientras que los inhibidores de transcriptasa reversa se procesan en células que no son del hígado. Como estos dos tipos de fármacos actúan en distintas etapas del ciclo de vida del VIH, hay más probabilidades de causar algún daño al virus. También hay menor probabilidad de que el virus se vuelva resistente a los dos tipos de medicamentos.
Los inhibidores de proteasa también se pueden combinar. Por ejemplo, la combinación de Ritonavir y Saquinavir ha sido testada. La probabilidad que se dé resistencia cruzada es baja y Ritonavir reduce la velocidad a la cual Saquinavir abandona el cuerpo, de forma que este puede quedarse durante más tiempo para atacar al virus.
Aún y el éxito de los inhibidores de proteasa de VIH y transcriptasa reversa, se necesitan nuevos medicamentos que impidan la replicación del VIH. Hay otros procesos que se dan anteriormente en el ciclo vírico (fases antes que el genoma vírico sea insertado en la célula huésped de DNA) que son susceptibles a algún fármaco.